# 紺屋町 (弘前市)
紺屋町（こんやまち）は、江戸期から現在にかけての青森県弘前市の地名。郵便番号は036-8361。2017年6月1日現在の人口は761人、世帯数は365世帯。

## 地理
- 町域の北部は浜の町東、北東部は栄町、東部は亀甲町、南東部は下白銀町（弘前公園）、南部は五十石町・袋町、西部は和田町に接する。
- また、寺山修司の出生地とされている。

## 歴史
- 慶安2年 - 弘前古御絵図には「かうや」とあり、84の屋敷がある。その他、現在の袋町・新町も紺屋町と見える。これら各地域あわせて145の紺屋（染物）職人を数えることができる。
- 明治3年 - 東部に紺屋町新割町とあり、北部に橋守・舟守が居住。
- 明治以降 - この頃職人町・商人町であった当地に紺屋は一軒も無く、醸造店も無くなる。

### 沿革
- 江戸期 - 弘前城下の一町。
- 明治初年～明治22年 - 弘前を冠称。
- 1889年（明治22年） - 弘前市に所属。

## 施設

### 教育
- 弘前明の星幼稚園
- 幼保連携型認定こども園　富士見保育所

### 医療
- 高橋内科
- つかり治療院
- たかはし眼科
- サカエ薬局 紺屋町店

### 公共
- 紺屋町集会所

## 小・中学校の学区
市立小・中学校に通う場合、学区は以下の通りとなる。
| 大字   | 番・番地 | 小学校             | 中学校             |
| ------ | -------- | ------------------ | ------------------ |
| 紺屋町 | 全域     | 弘前市立城西小学校 | 弘前市立第二中学校 |

## 交通
- 弘南バス

紺屋町角、富士見橋前（弘前駅 - 浜の町経由 - 藤代営業所線、他）停留所。